# 胡家营镇 (十堰市)
胡家营镇，是中华人民共和国湖北省十堰市郧阳区下辖的一个乡镇级行政单位。

## 行政区划
胡家营镇下辖以下地区：
大桥村、麒麟村、百塔村、俩河口村、陈庄村、富家河村、土地沟村、焦园村、洞沟村、大南沟村、将军河村、洄水沟村、冻青沟村、店子沟村、胡家营村、漆沟村、木瓜沟村、上红庙村和沙沟村。